# Burkov
Burkov je priimek več oseb:
- Vasilij Gerasimovič Burkov, sovjetski general
- Anton Burkov, ruski pravnik
- Sergej Ivanovič Burkov, ruski filmski igralec